# Hajduk (taniec)
Hajduk (węg. hajdútánc) – taniec pochodzenia węgierskiego, rozpowszechniony w Polsce w XVI wieku. Pierwsze znane zapisy muzyczne tego tańca znajdują się w pochodzącej z połowy XVI w. tabulaturze organowej Jana z Lublina oraz w tabulaturze lutniowej Wojciecha Długoraja (1619 r.). Kolejne zapisy powstały już w XIX i XX wieku. Taniec w żywym tempie o parzystym metrum (2/4). Tempo często ulega różnym zmianom, muzycy zazwyczaj dostosowują się do tancerza.
Hajduk wykonywany jest m.in. przez mieszkańców południowo-zachodniej części Żywiecczyzny. Jest to taniec tańczony parami, jednak większą rolę odgrywa w nim partner, który popisuje się swoją sprawnością fizyczną, wykonując skoki, uderzenia ręką o uniesioną nogę, głębokie przysiady, pełzanie w przysiadzie, skoki w pozycji poziomej. Taniec kończy się figurami zbiorowymi. Często przeskakują przez kapelusz, laskę. W ten sposób popisują się przed partnerkami, czyli hajdukują